# 谍对谍 (游戏)
《谍对谍》是一款由First Star软件公司制作的游戏。游戏于1984年在Atari 8-bit family、Commodore 64和Apple II电脑发行，并于1986年移植至FC游戏机。
游戏的目的是在公文包中搜集物品并在对方逃离或者时间结束之前逃离大楼。当搜索物品时，玩家可以设置陷阱陷害对方。每一方间谍在死亡前具有30秒倒计时。